# University of Benin, Nigeria

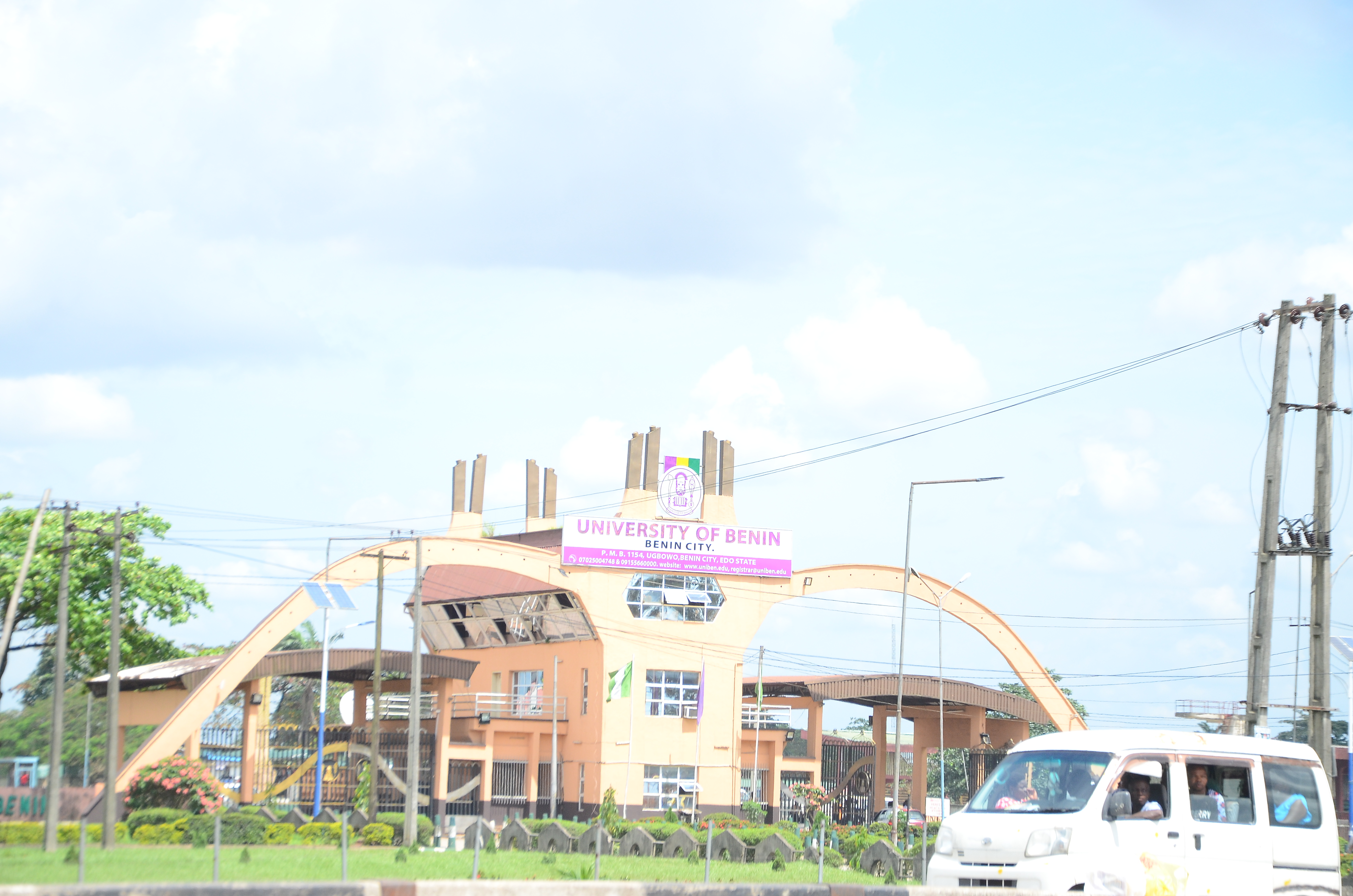

University of Benin, i Benin City, Nigeria, är ett av Nigerias största universitet.
Universitetet grundades 1970. Antalet studenter vid universitetet är cirka 36 000.

## Bilder

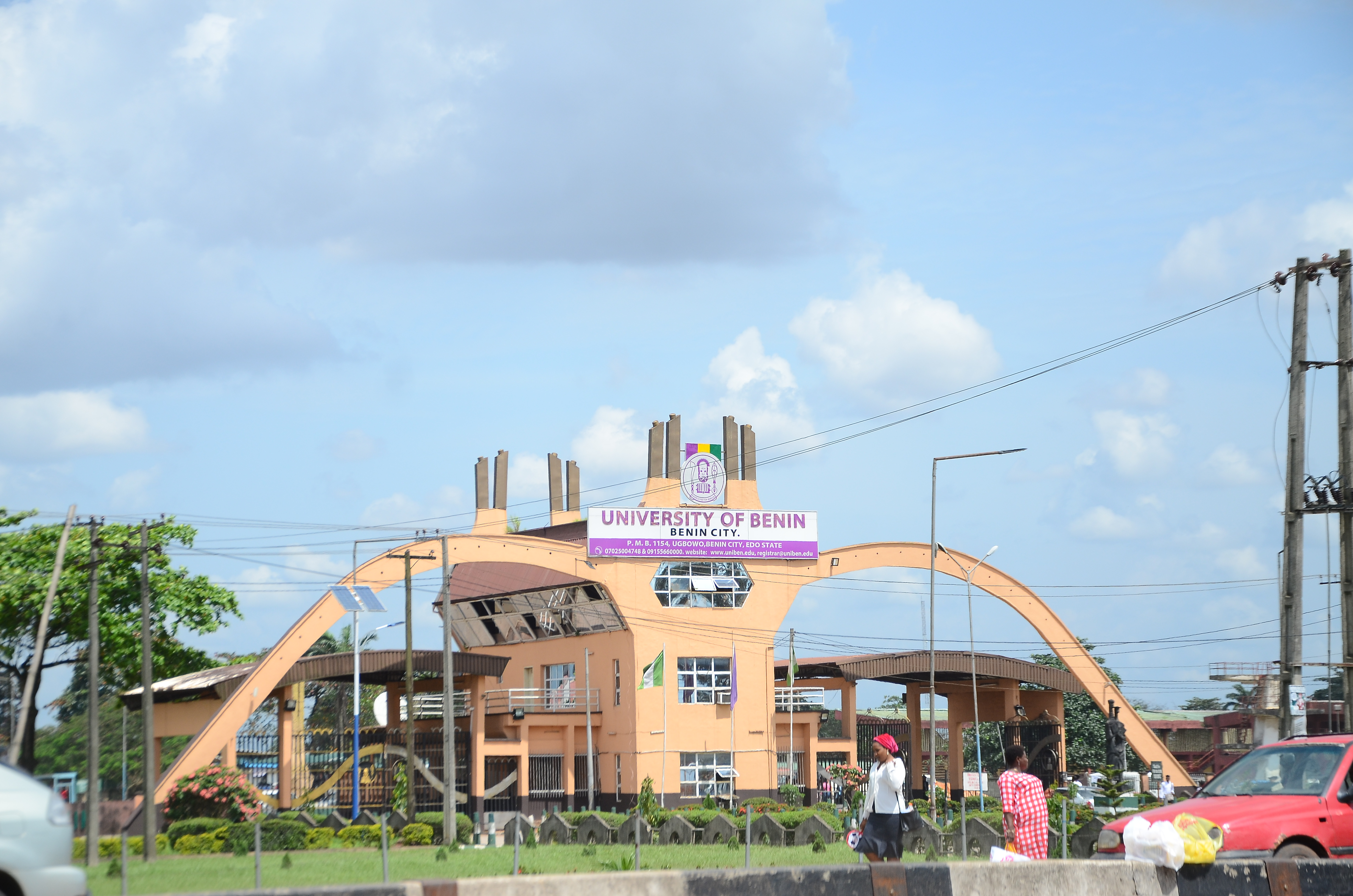
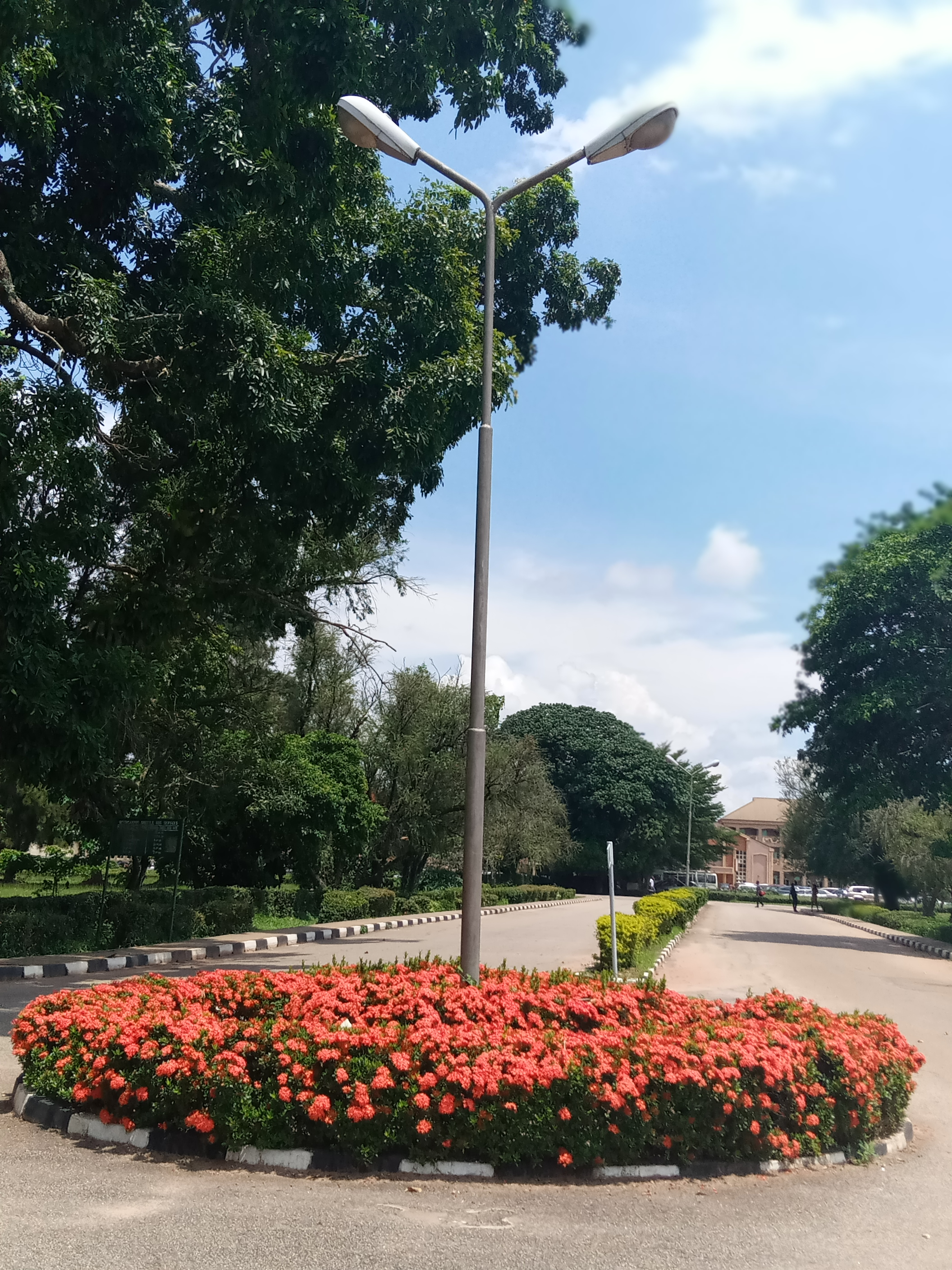
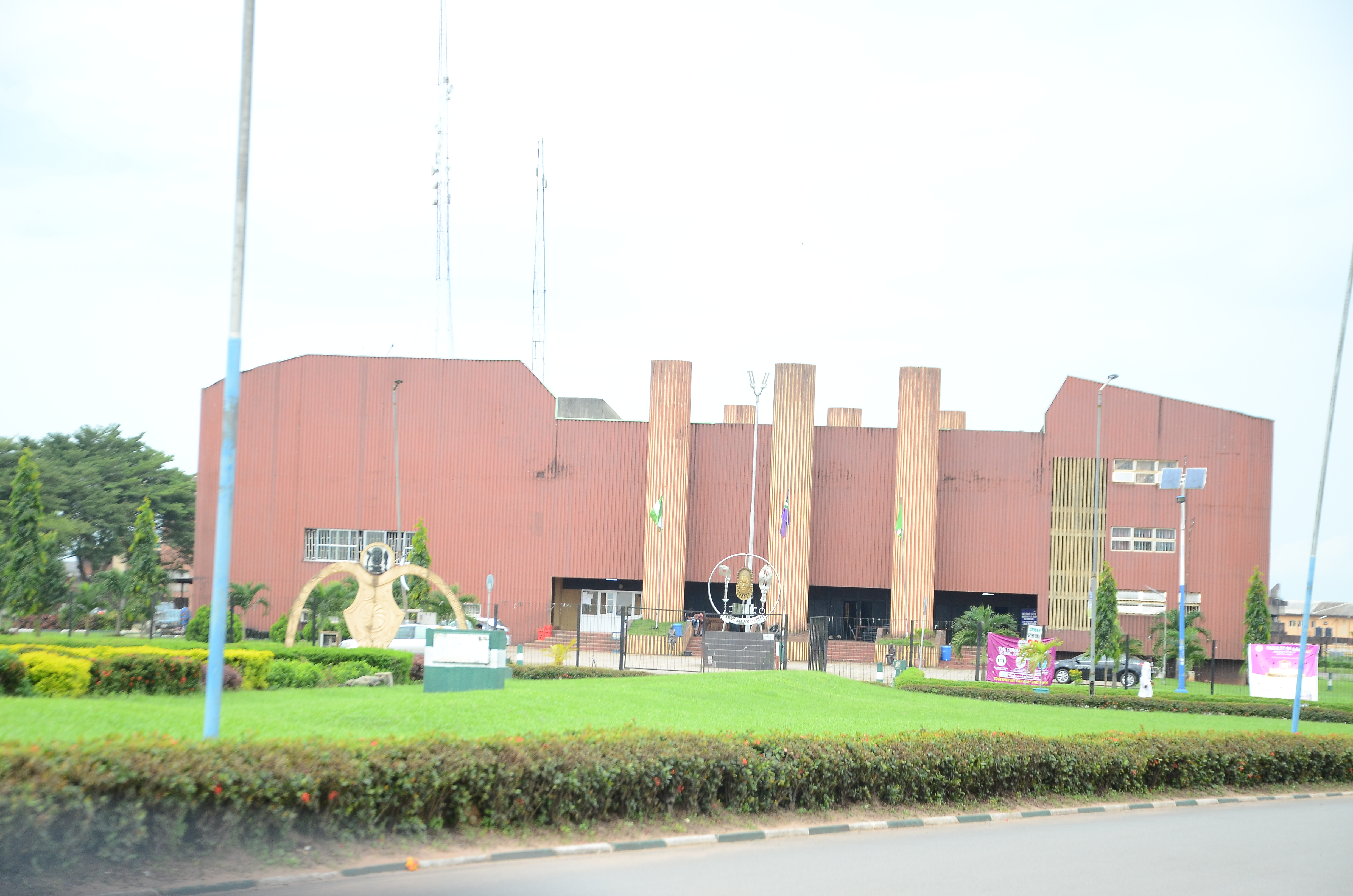
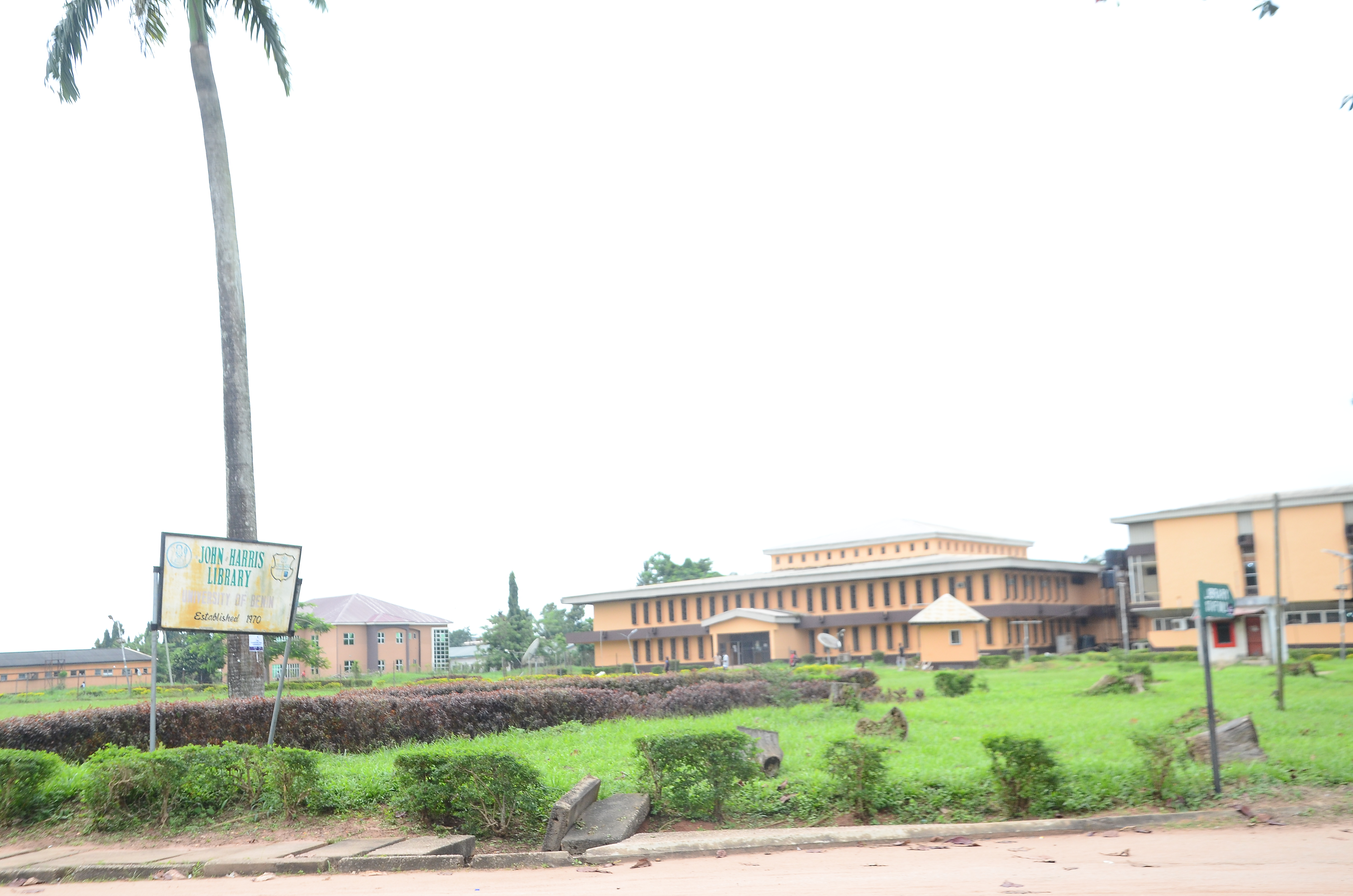
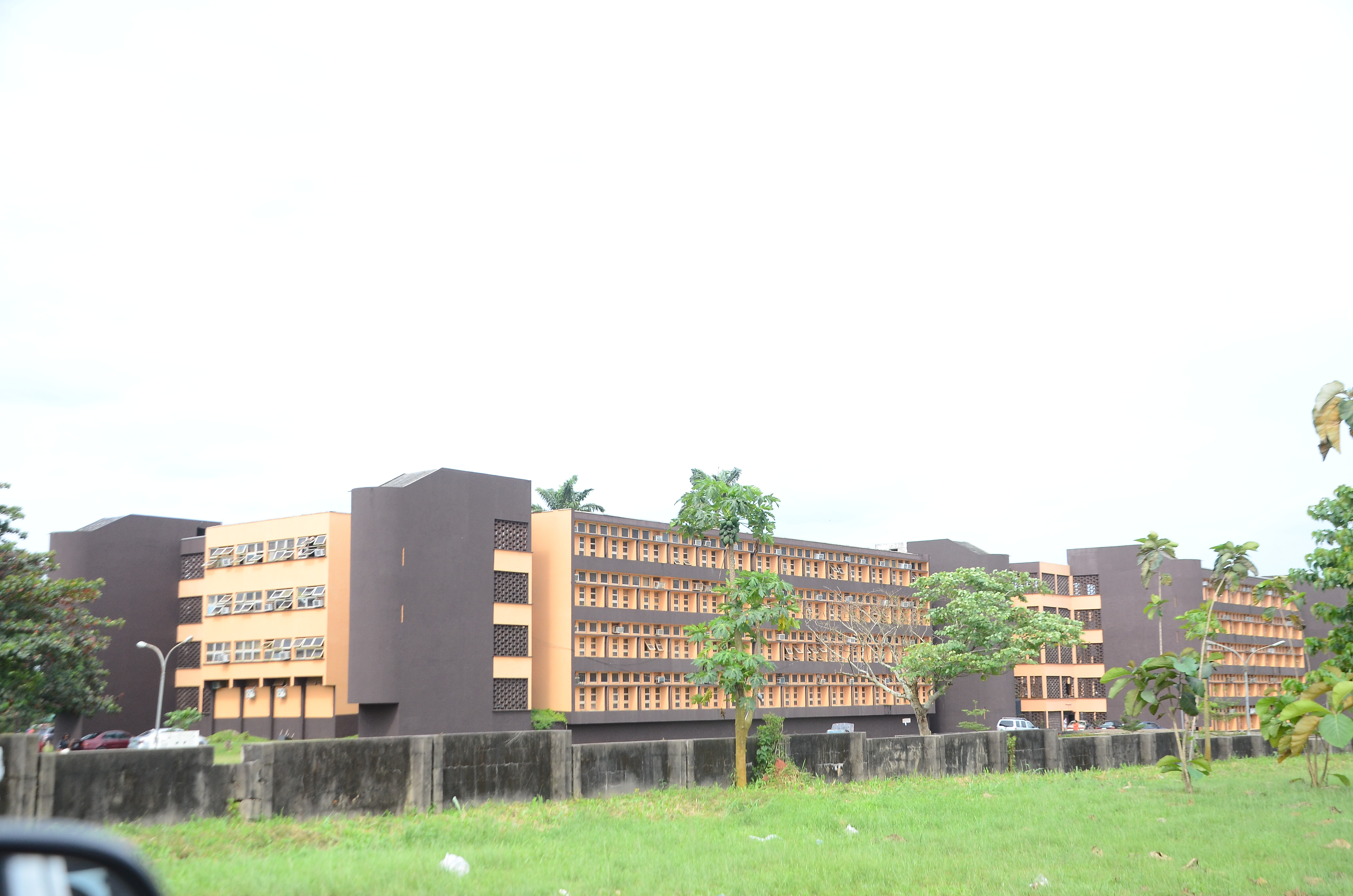
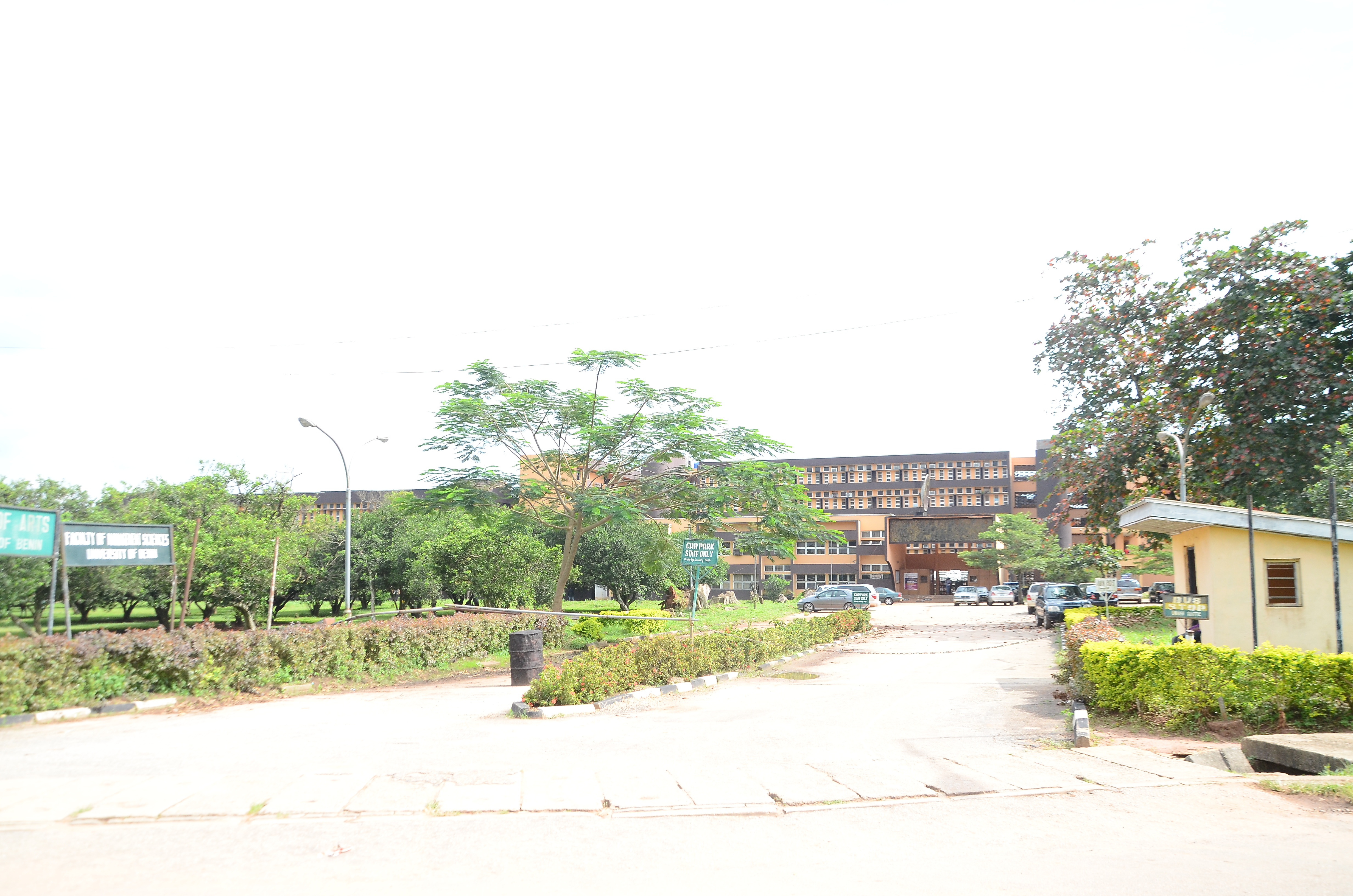
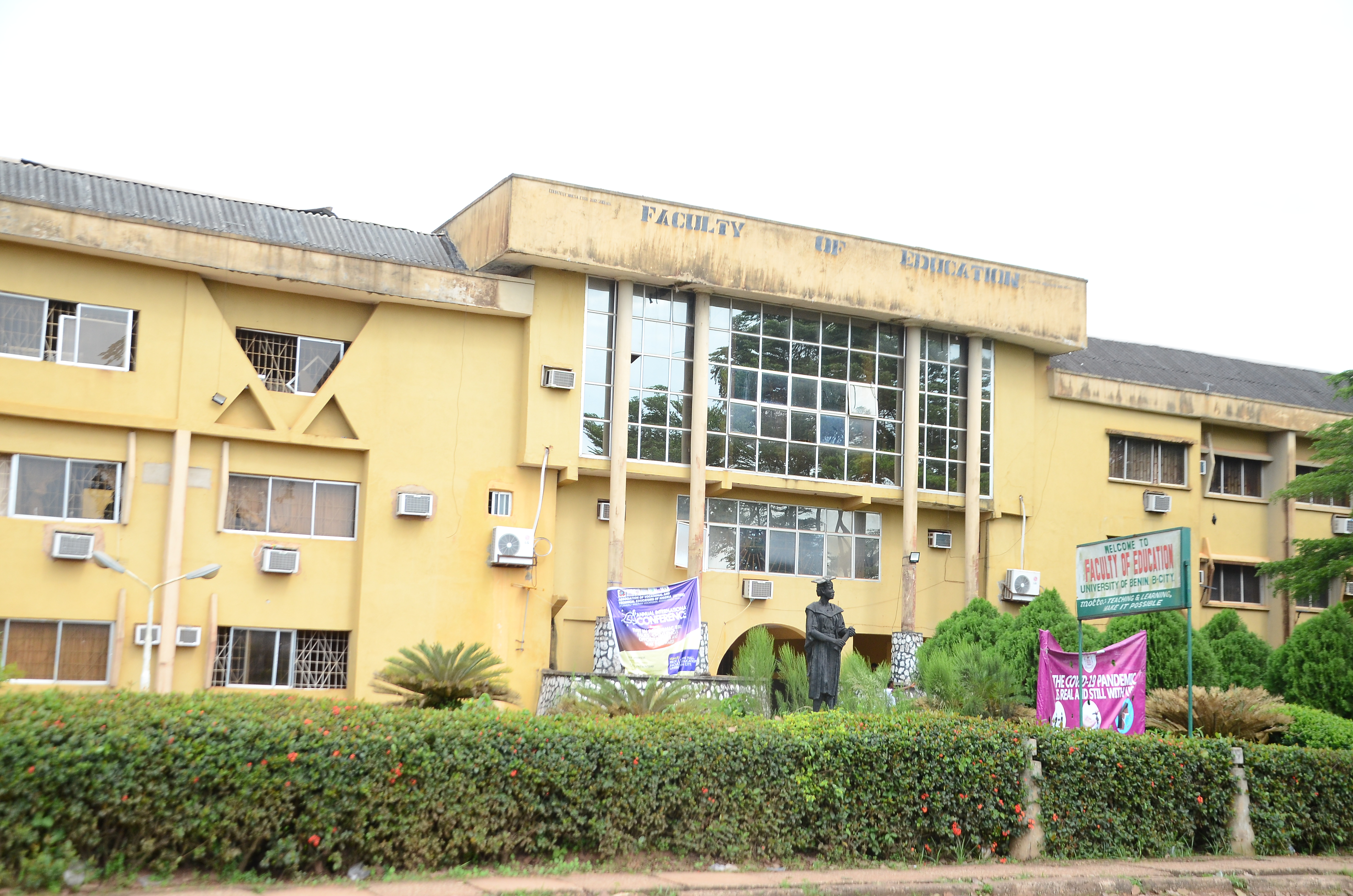
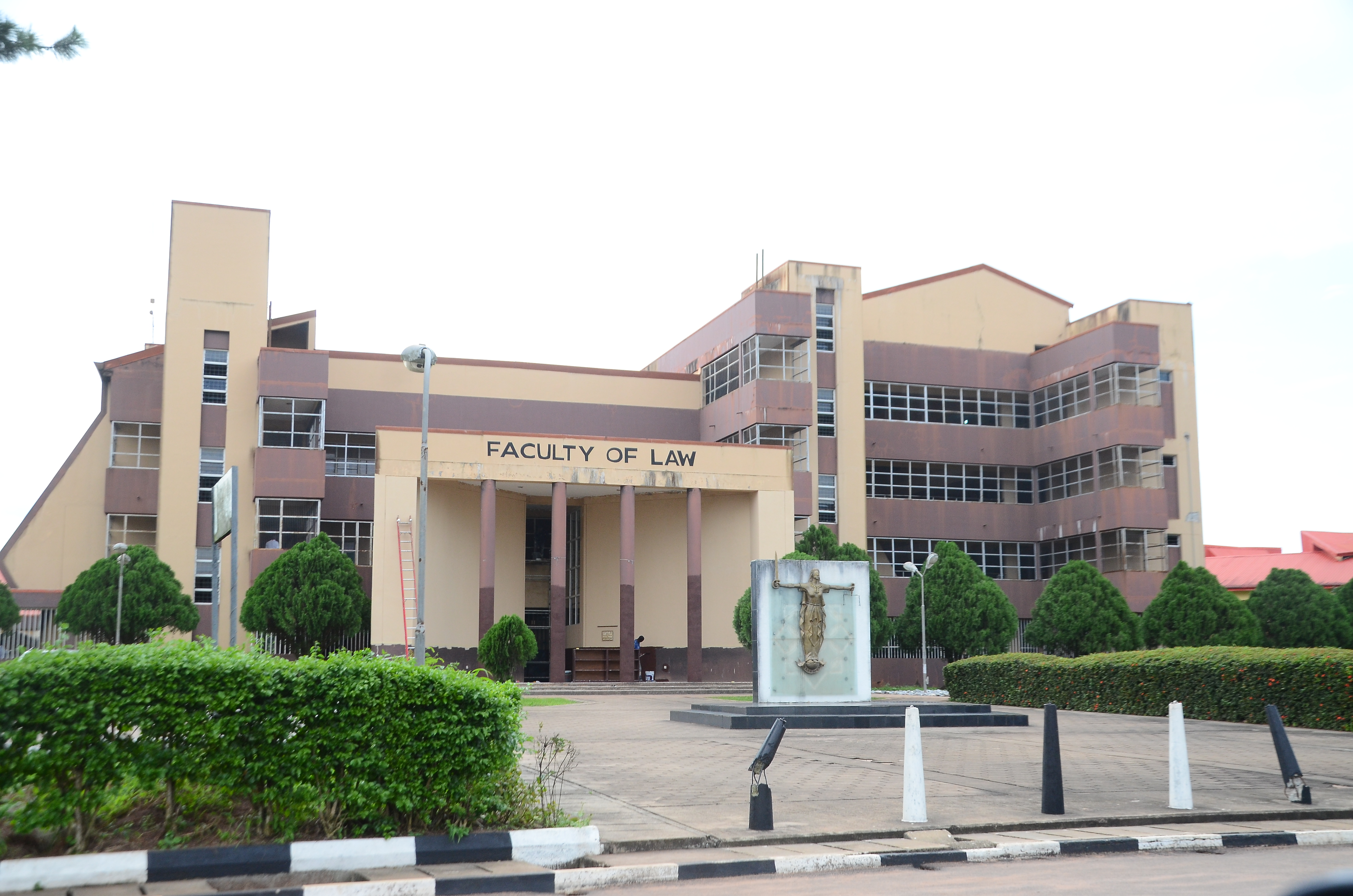
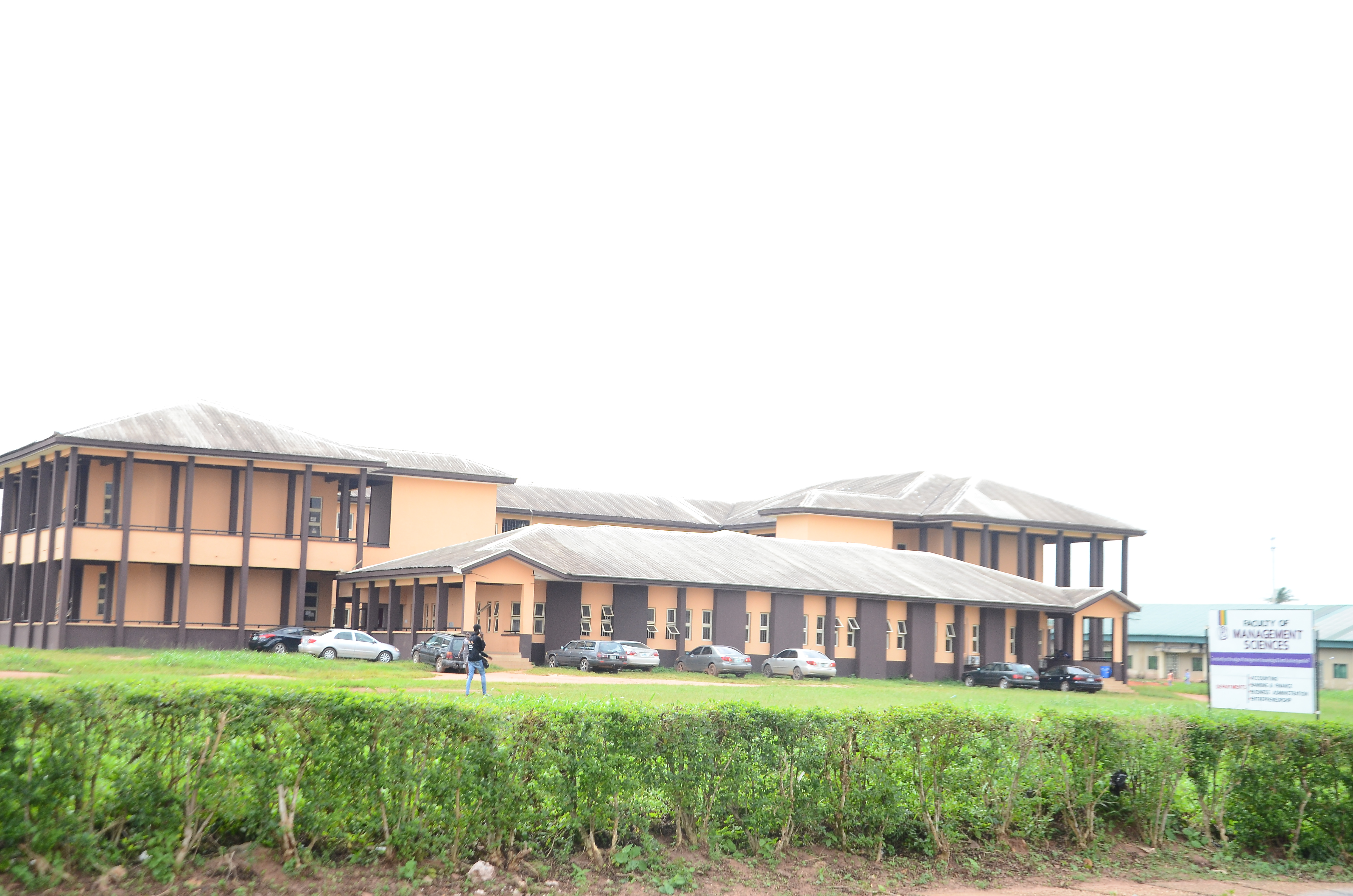
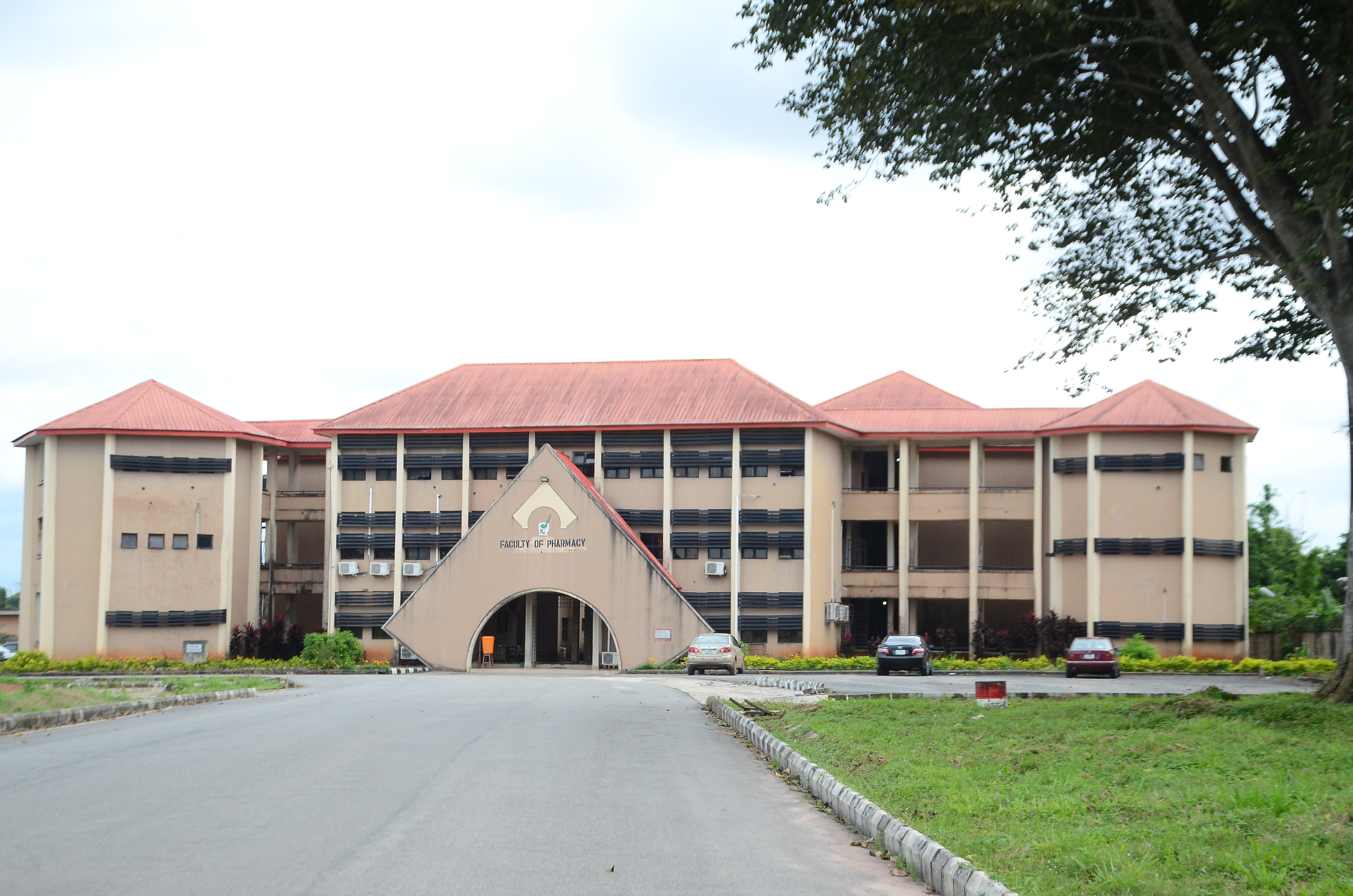
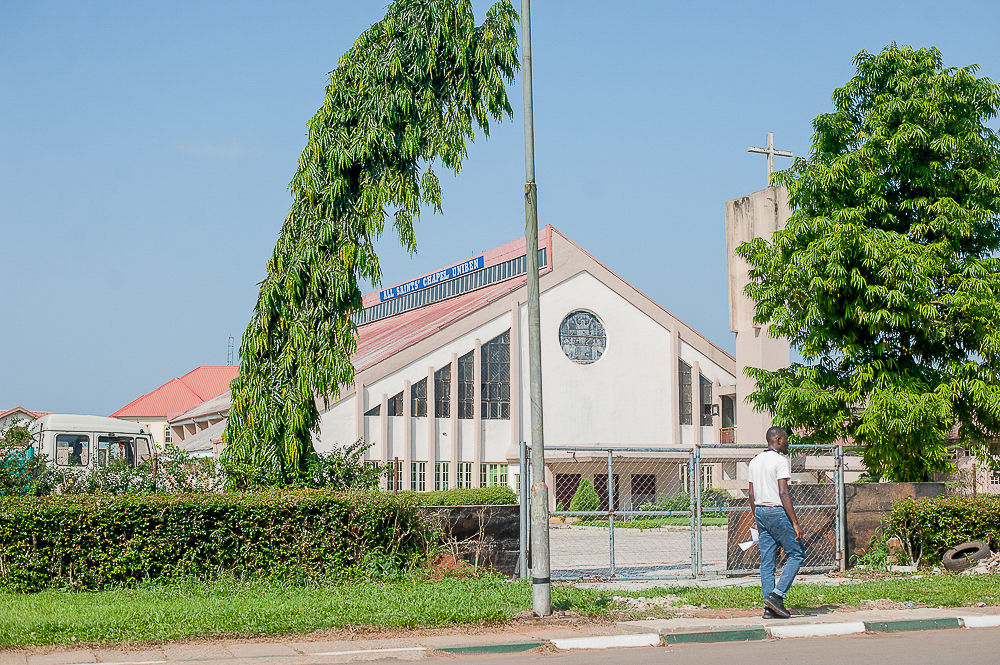
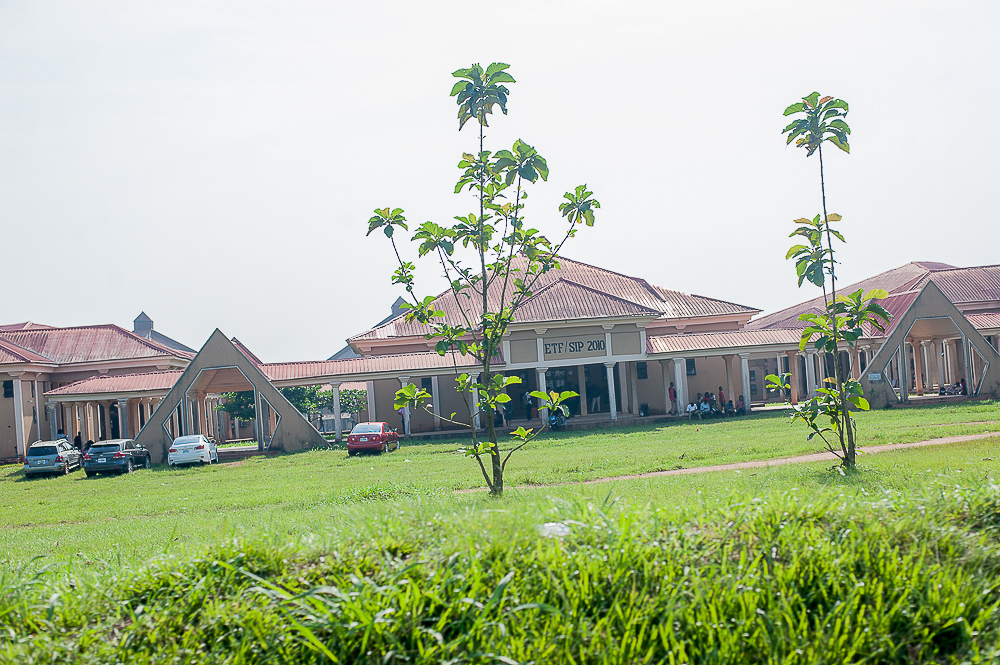
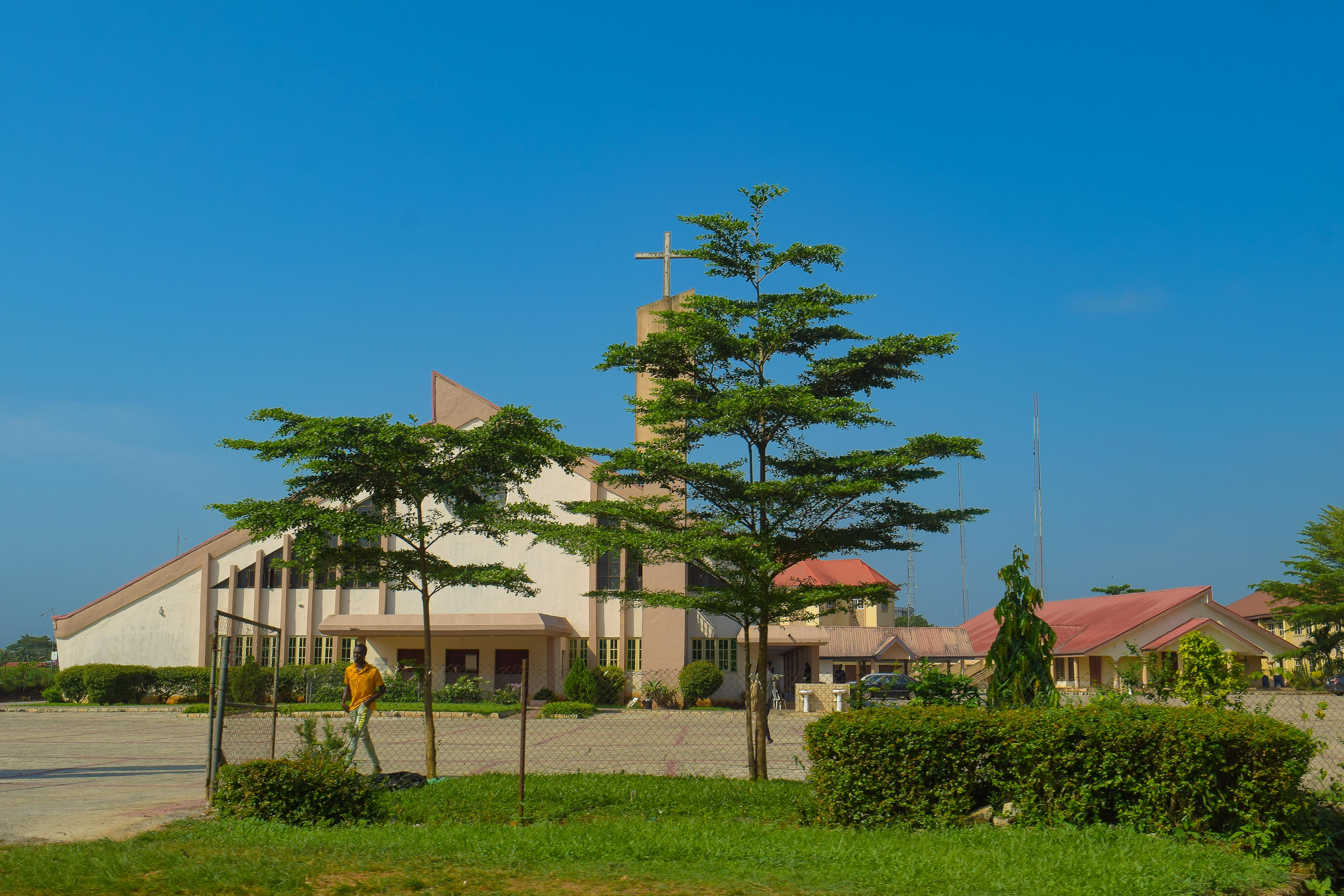
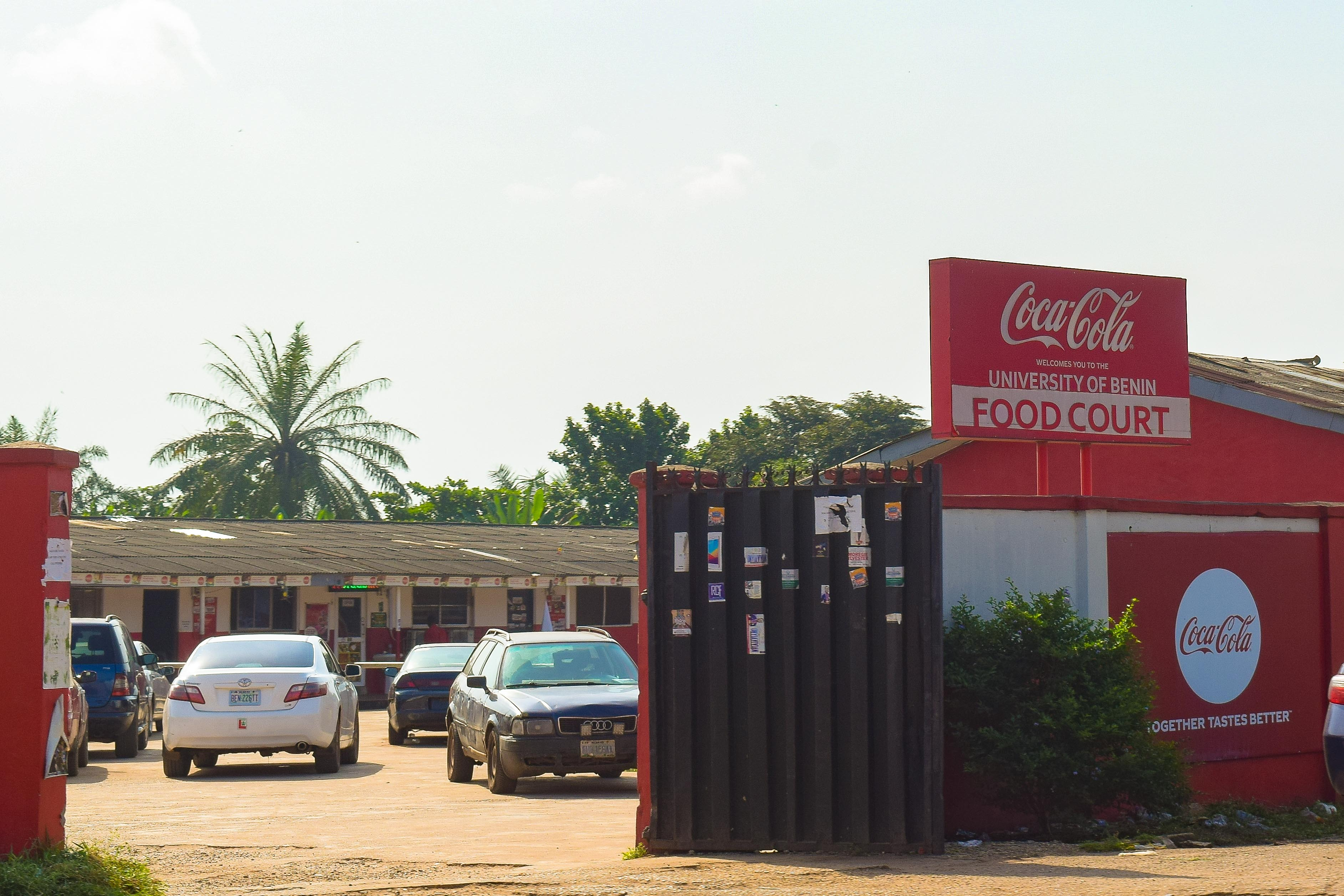
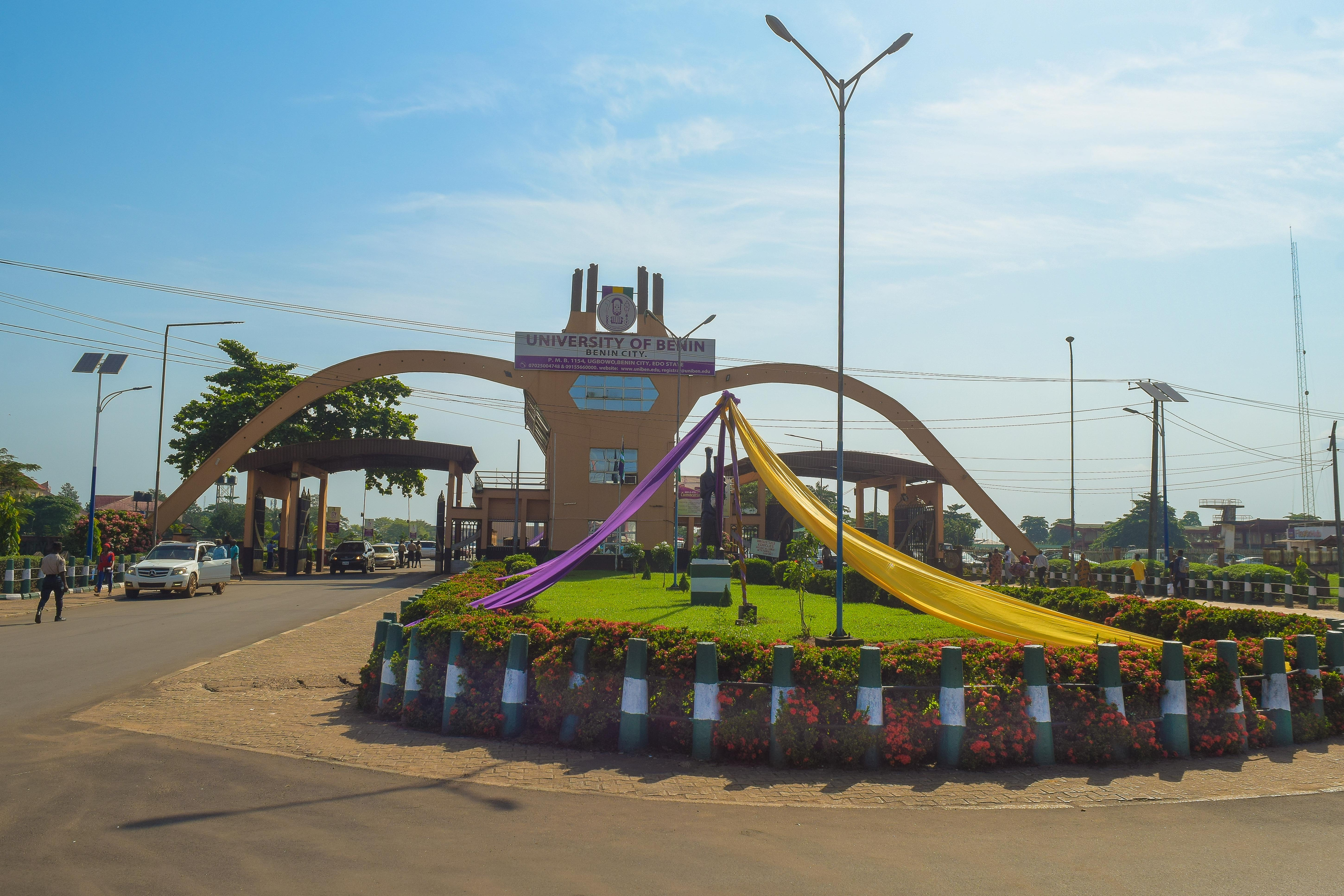
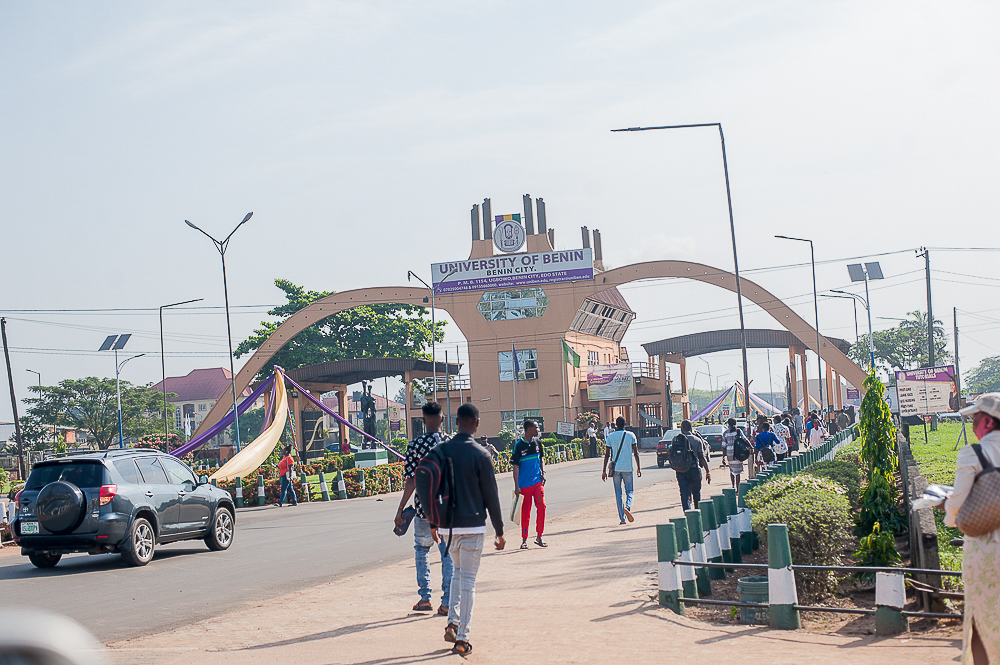
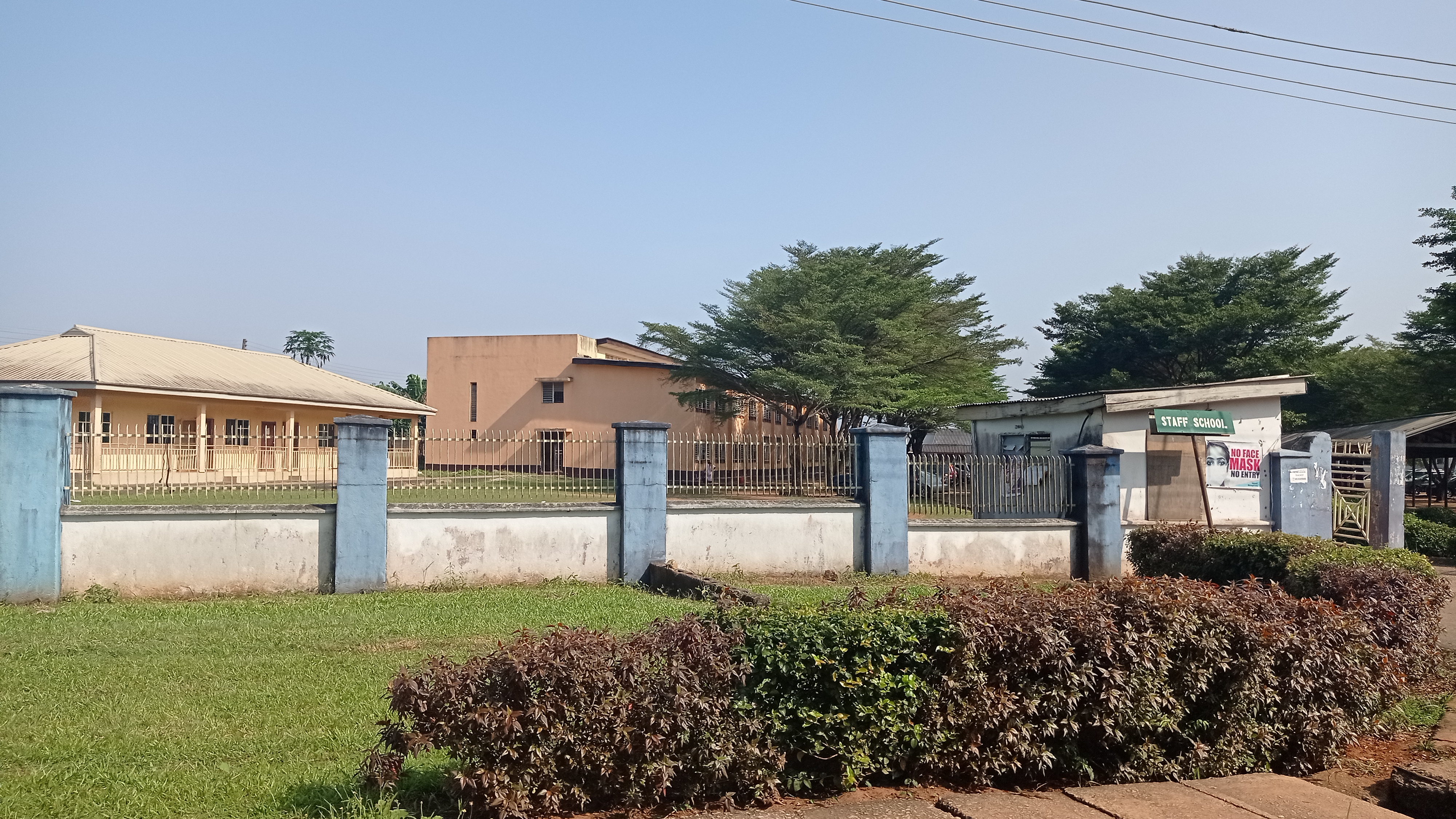
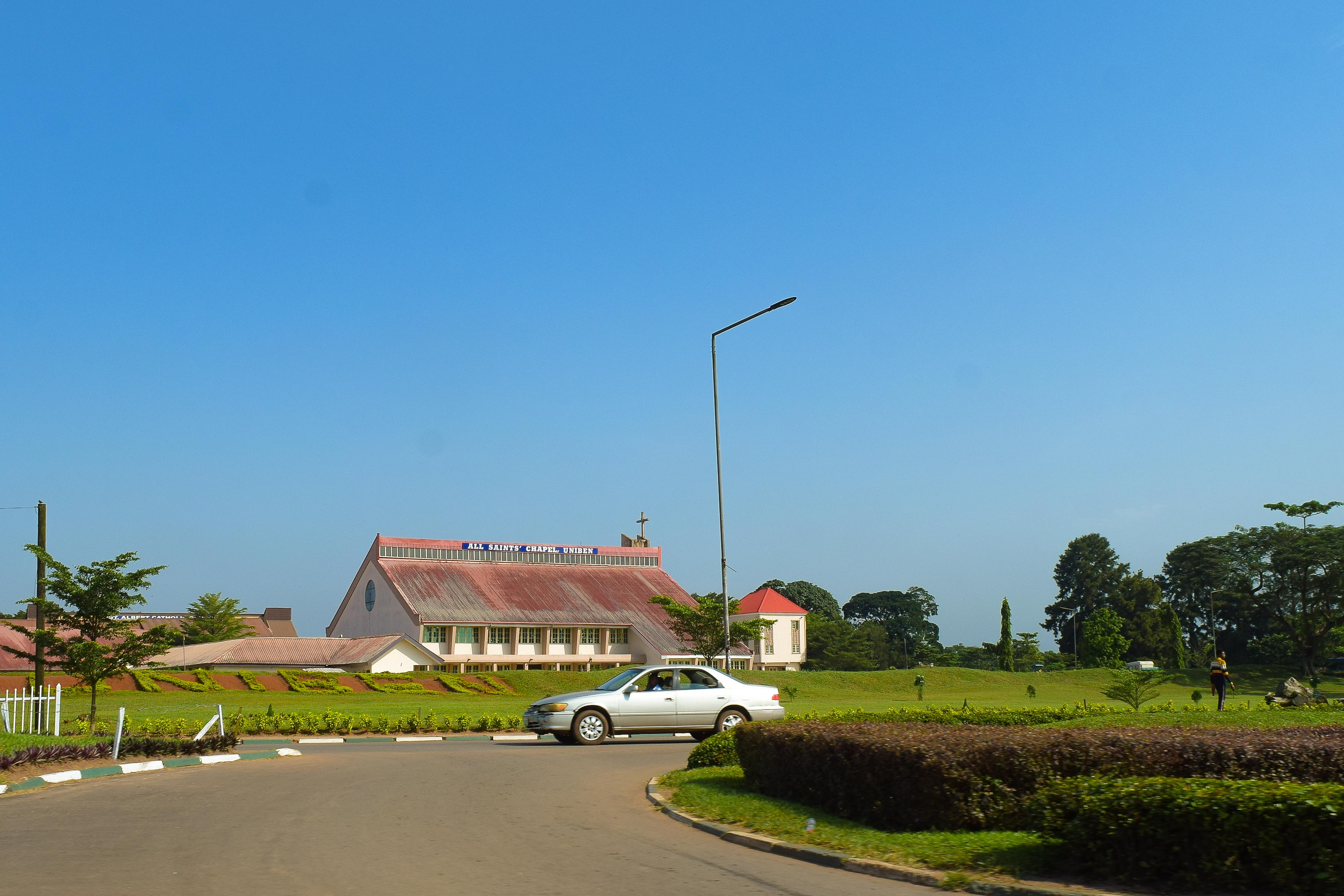
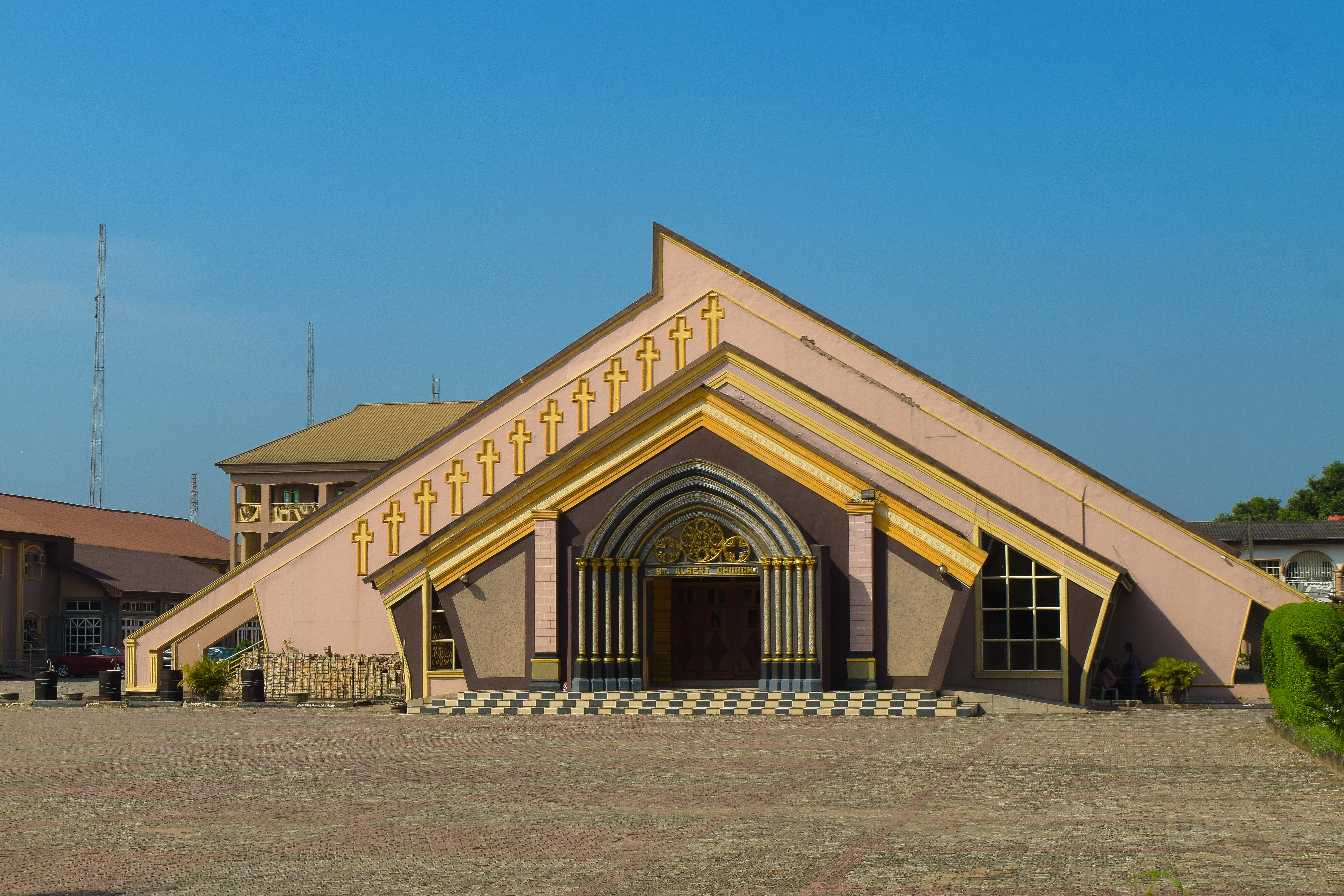
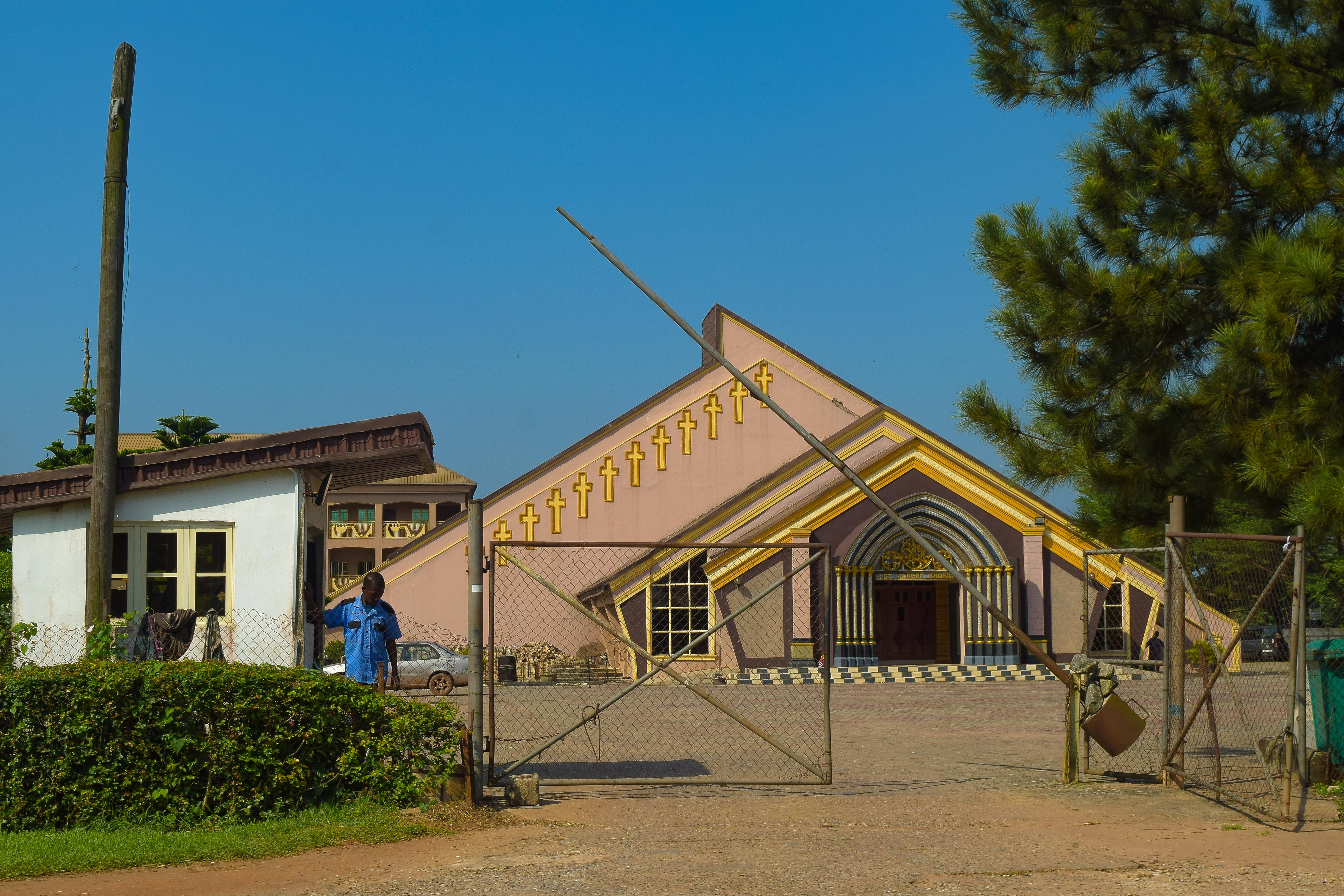
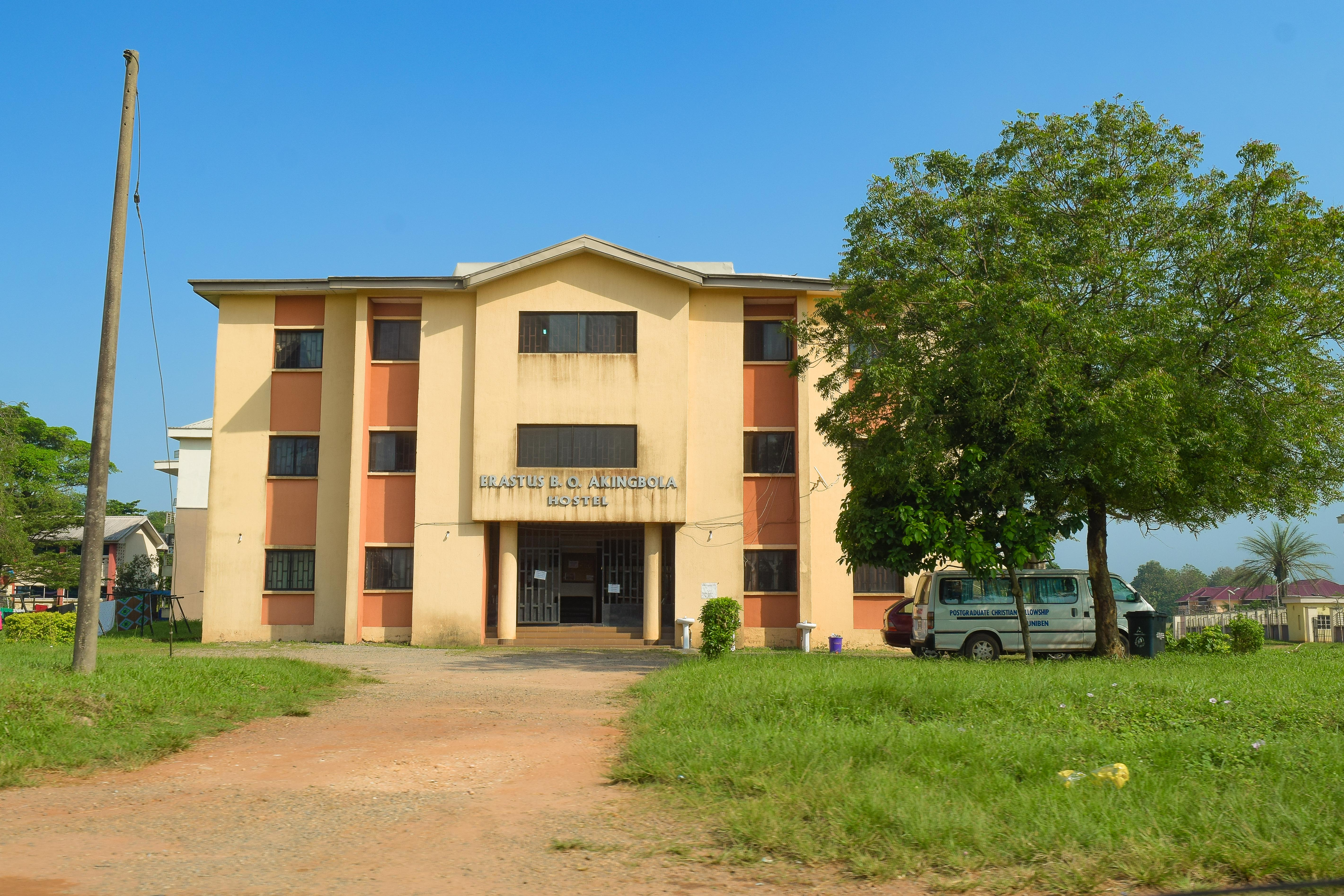
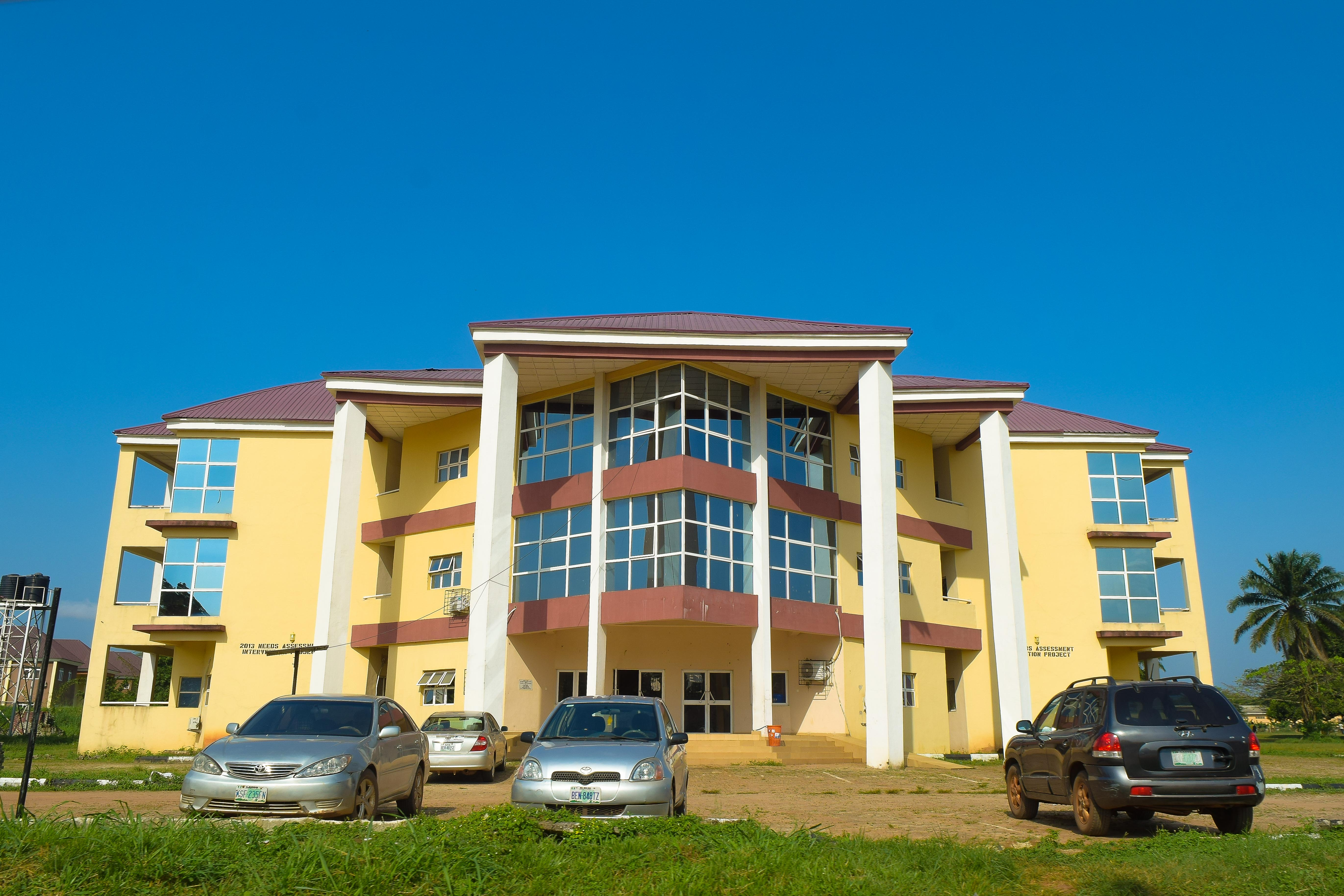
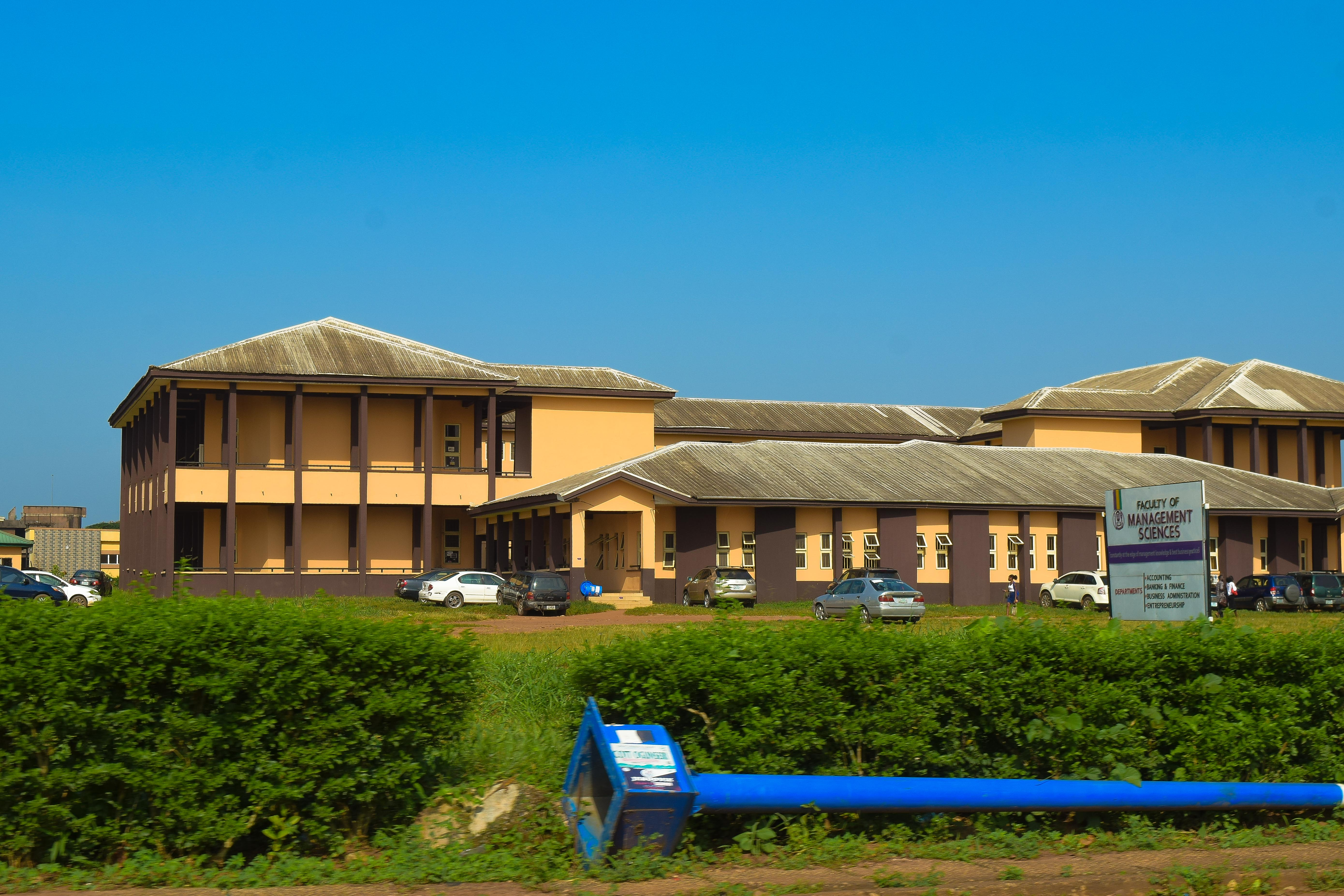
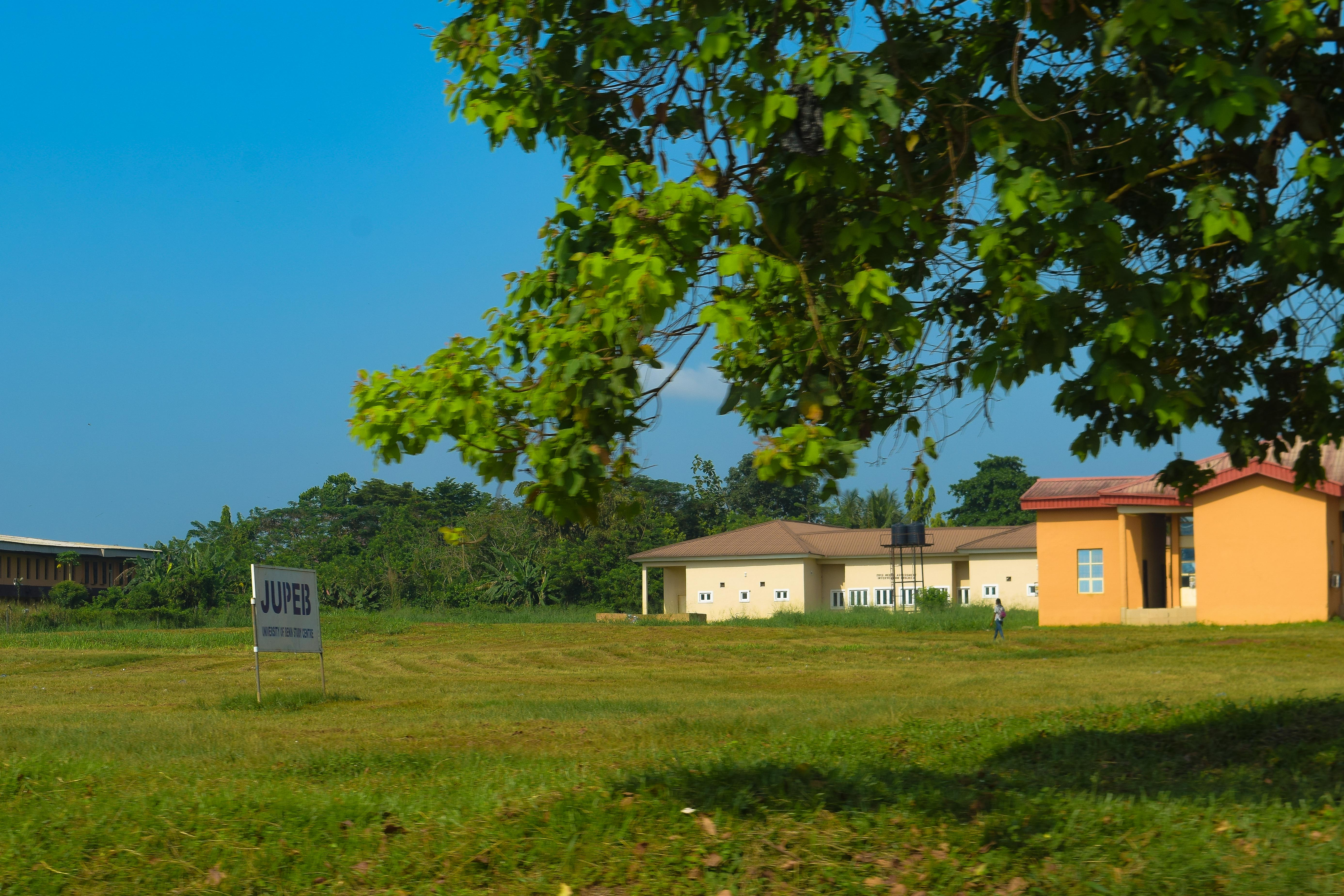
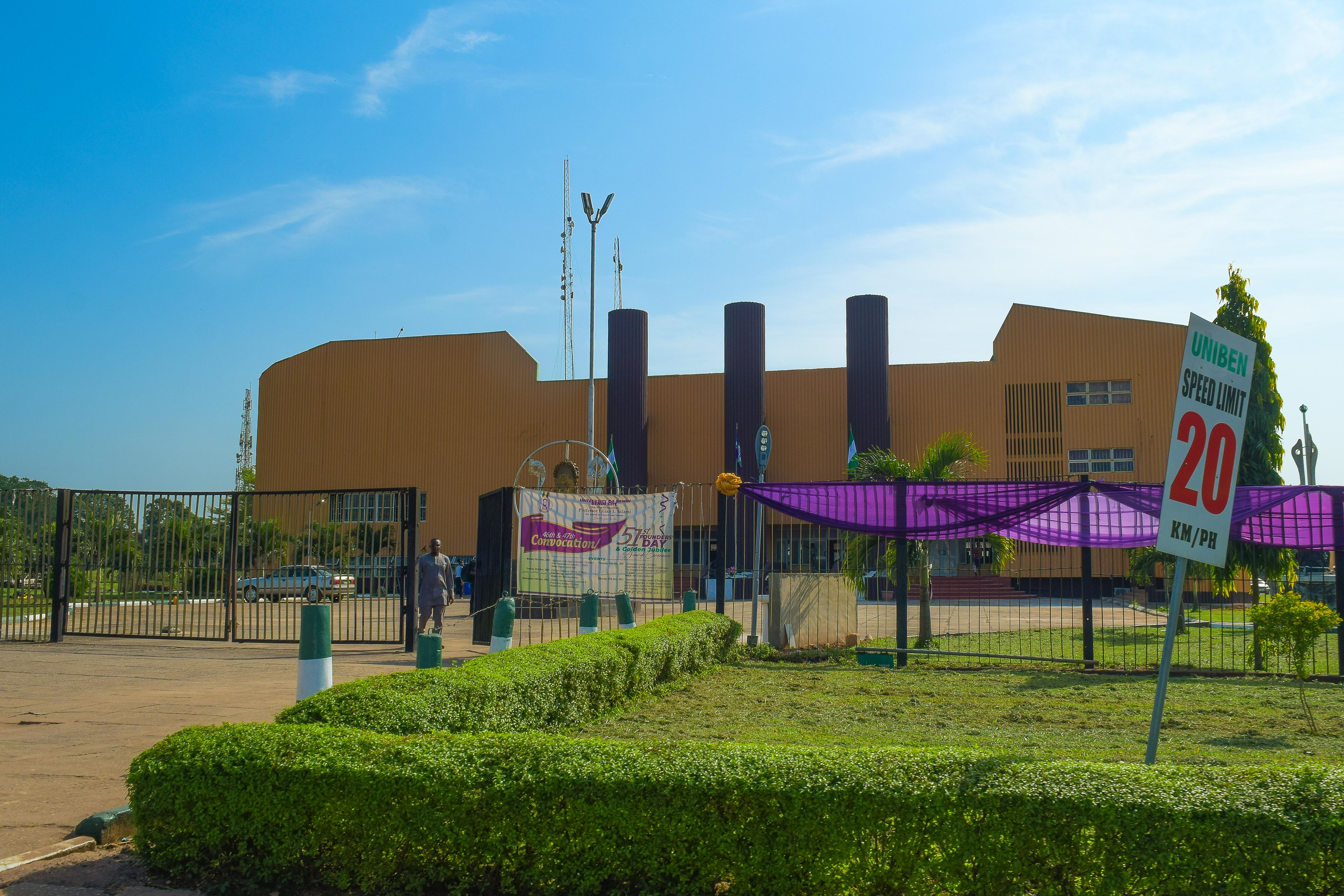
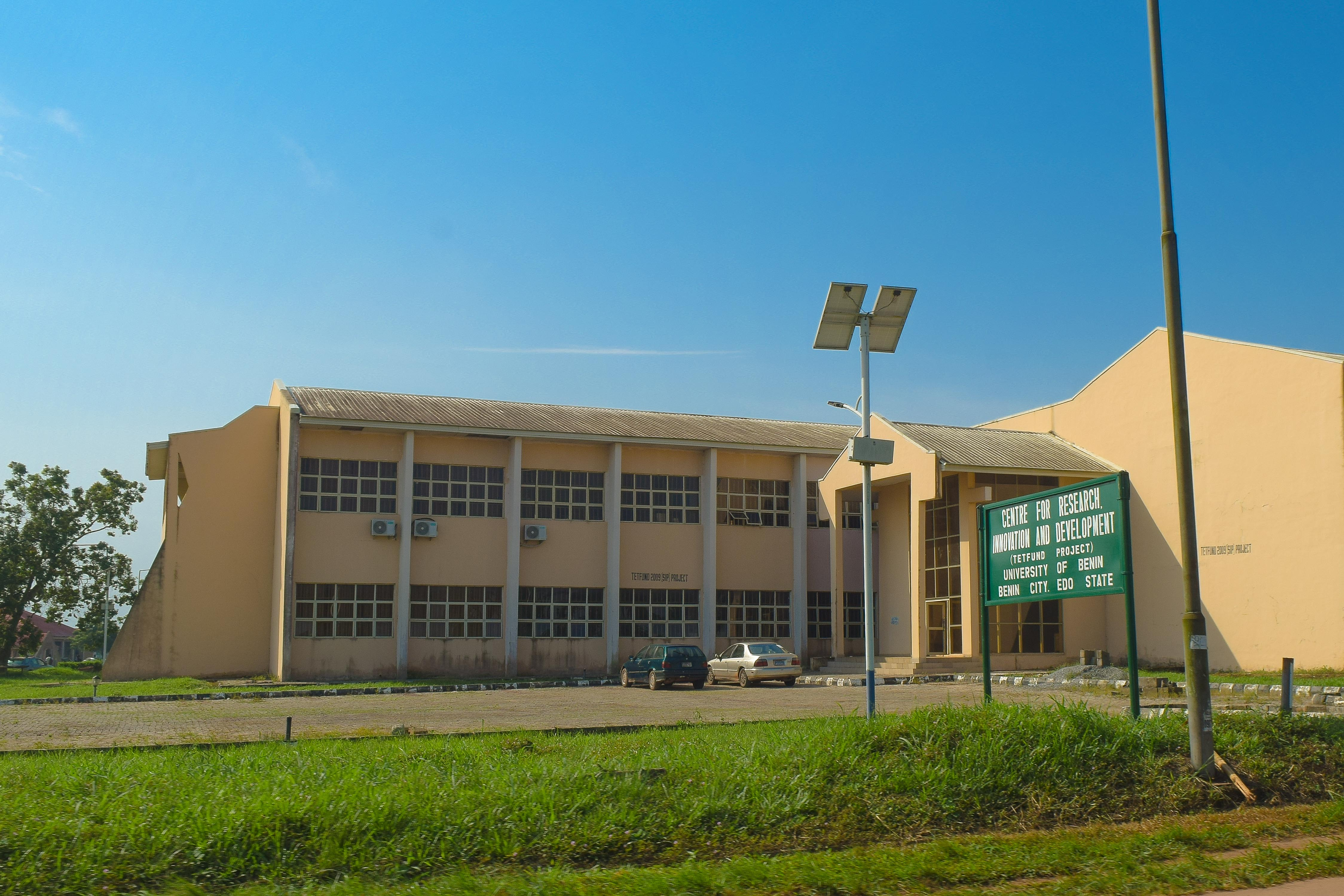
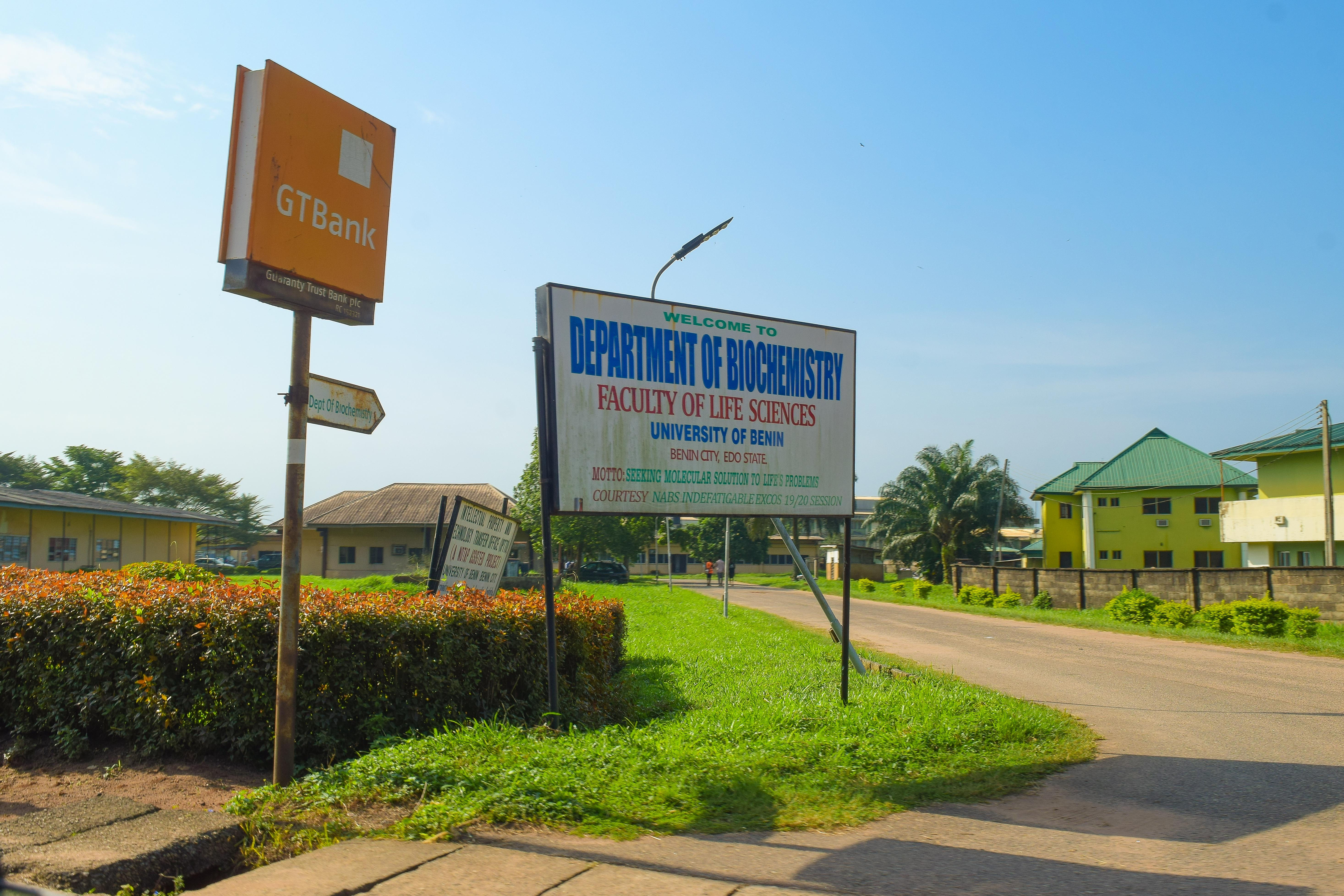
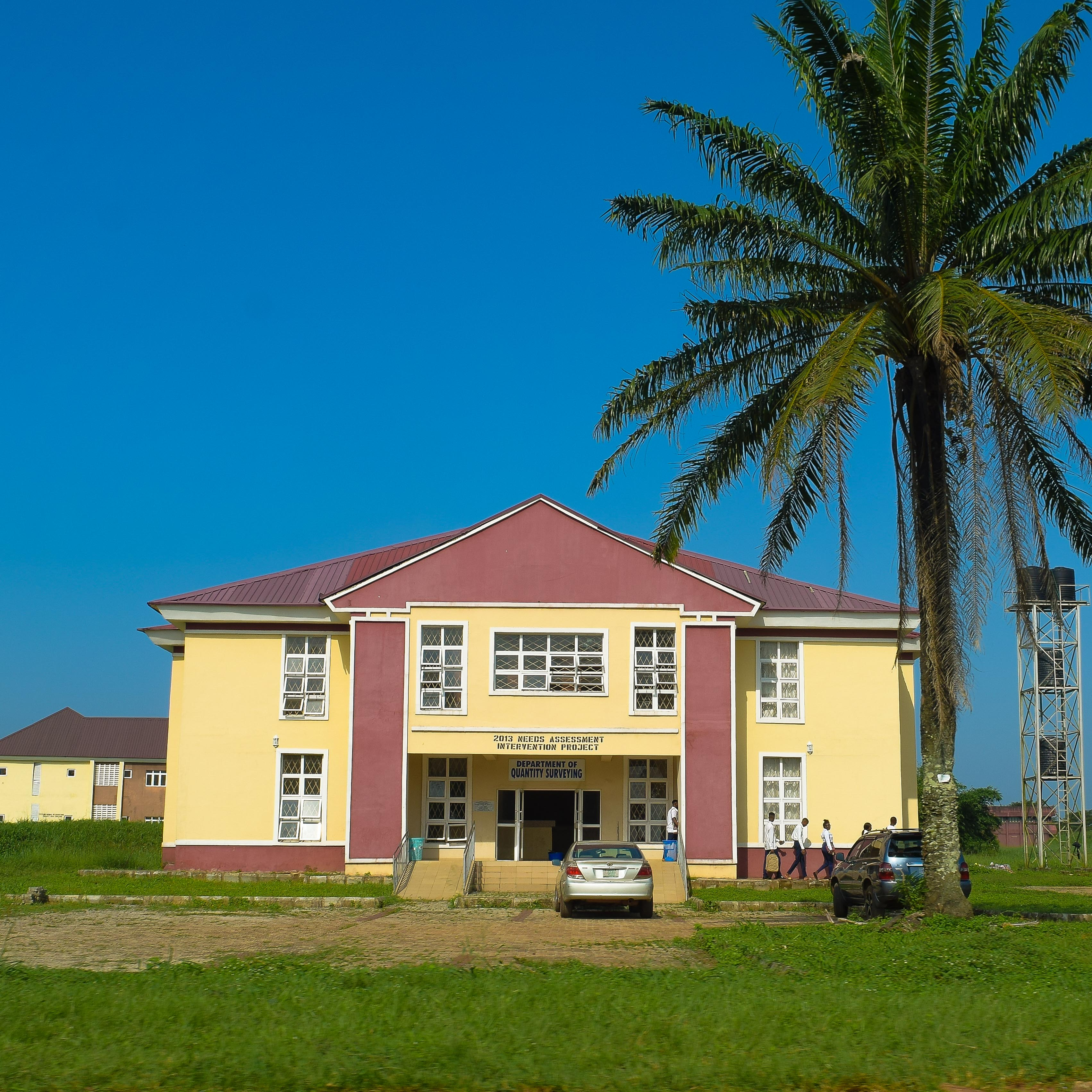